# Cosima Henman

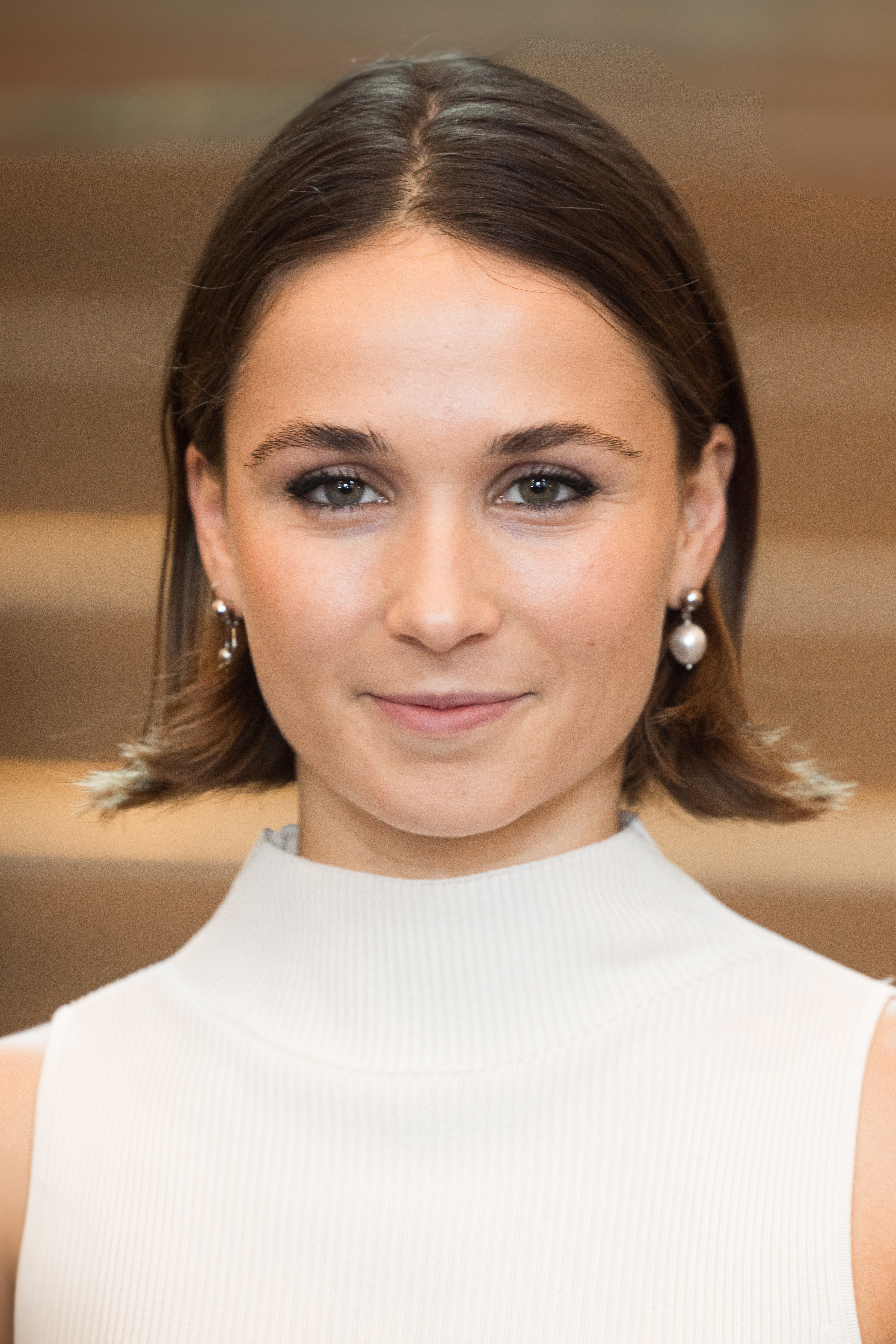
Cosima Henman, 2024

Cosima Henman (* 21. Dezember 1996 in Köln) ist eine deutsche Schauspielerin. Sie ist die Tochter des Regisseurs und Drehbuchautors Granz Henman.
Ihre erste Rolle hatte sie in Teufelskicker von Granz Henman nach dem Roman von Frauke Nahrgang. Zudem war sie in einem Musikvideo der ebenfalls am Film beteiligten Band Apollo 3 zu sehen.

## Filmografie
- 2010: Teufelskicker
- 2010: Musikvideo Chaos von Apollo 3
- 2011: Alles was zählt (Fernsehserie)
- 2014: Nachbarn süß-sauer (Fernsehfilm)
- 2015: Marie Brand und das Erbe der Olga Lenau
- 2016–2018: Blockbustaz (Fernsehserie, 15 Folgen)
- 2016: Tatort: Wir – Ihr – Sie (Fernsehreihe)
- 2016: Volltreffer (Fernsehfilm)
- 2017: Zwischen den Jahren
- 2017–2019: Der Lehrer (Fernsehserie, 22 Folgen)
- 2017: Abi ’97 – gefühlt wie damals
- 2017: Harrys Insel (Fernsehfilm)
- 2018: Entdecke die Mandy in dir (Fernsehfilm)
- 2018: Bettys Diagnose – Neues Leben
- 2018: Klassentreffen 1.0
- 2018: Löwenzahn – Falke
- 2019: Findher – Pretendher
- 2020: Letzte Spur Berlin – Filippas Welt
- 2021: Extraklasse 2+
- 2021: Dreiraumwohnung
- 2021: Hilfe, ich hab meine Freunde geschrumpft
- 2021: Sugarlove
- 2022: Bulldog
- 2022: SOKO Stuttgart – Mord an Bord
- 2022: Die Tänzerin und der Gangster – Liebe auf Umwegen
- 2022: The Magic Flute – Das Vermächtnis der Zauberflöte
- 2023: Hammerharte Jungs
- 2024: Beasts Like Us (Fernsehserie)
- seit 2024: Behringer und die Toten – Ein Bamberg-Krimi
  - Feuerteufel
  - Fuchsjagd
  - Antoniusfeuer
  - Romeo
- 2024: Morden im Norden (Fernsehserie) – Unter der Gürtellinie